# Chu Wen-Huei
Chu Wen-Huei (朱文輝; * 4. Juni 1948 in Taitung, Taiwan) ist ein taiwanstämmiger Schweizer Schriftsteller, der in der Schweiz lebt.

## Leben
Chu Wen-Huei wurde 1948 in Taitung, Taiwan, geboren. In Taipei studierte er Germanistik an der Chinese Culture University (中國文化大學). 1975 siedelte er in die Schweiz über und arbeitete von 1982 bis 1990 als Sekretär im Centre Sun Yat-Sen, dem Kulturbüro der Republik China in Lausanne. Von 1997 bis 2007 war er Handelsberater bei der taiwanischen Handelskammer in Zürich. Von 2007 bis 2013 war er Mitarbeiter in der Wirtschaftsabteilung der Vertretung Taiwans in Bern. Lange Jahre stand er als Präsident der Association of Chinese Language Writers in Europe (欧洲华文作家协会) vor. Seit 2014 ist er im Ruhestand und widmet sich ganz seiner Passion: dem Schreiben von Krimis und Kurzgeschichten.

## Werke
- Sachbuch „Sprachspass“
- Krimi „Mordversionen“
- (Herausgeber) Hsiao Hsun: Anthologie zur Kindespietät[1]
- Die Krimireise[2]